# Muriel Sarkany
Muriel Sarkany (Bruxelles, 5 agosto 1974) è un'arrampicatrice belga.
Pratica l'arrampicata in falesia e il bouldering e ha gareggiato nelle competizioni di difficoltà.
È la maggiore vincitrice di sempre della Coppa del mondo lead di arrampicata con cinque titoli, di cui tre consecutivi dal 2001 al 2003.

## Biografia
Ha cominciato ad arrampicare a quindici anni. All'inizio scalava prevalentemente su pareti indoor a causa della scarsità di palestre all'aperto nella sua zona. Dal 1992 ha cominciato a partecipare a competizioni internazionali.
Ha vinto la Coppa del mondo lead nel 1997, 1999, 2001, 2002 e 2003. Nel 2003 ha vinto anche il Campionato del mondo che si è tenuto a Chamonix.
Si è ritirata dalle competizioni nel 2010, dopo 18 anni di agonismo.

## Palmarès

### Coppa del mondo
|      | 1993 | 1994 | 1995 | 1996 | 1997 | 1998 | 1999 | 2000 | 2001 | 2002 | 2003 | 2004 | 2005 | 2006 | 2007 | 2008 | 2009 | 2010 |
| ---- | ---- | ---- | ---- | ---- | ---- | ---- | ---- | ---- | ---- | ---- | ---- | ---- | ---- | ---- | ---- | ---- | ---- | ---- |
| Lead | 24   | 9    | 5    | 7    | 1    | 2    | 1    | 2    | 1    | 1    | 1    | 2    | 5    | 15   | 3    | 12   | 9    | 20   |

### Campionato del mondo
|      | 1993 | 1995 | 1997 | 1999 | 2001 | 2003 | 2005 | 2007 | 2009 |
| ---- | ---- | ---- | ---- | ---- | ---- | ---- | ---- | ---- | ---- |
| Lead | 17   | 4    | 2    | 2    | 2    | 1    | 10   | 2    | 24   |

## Statistiche

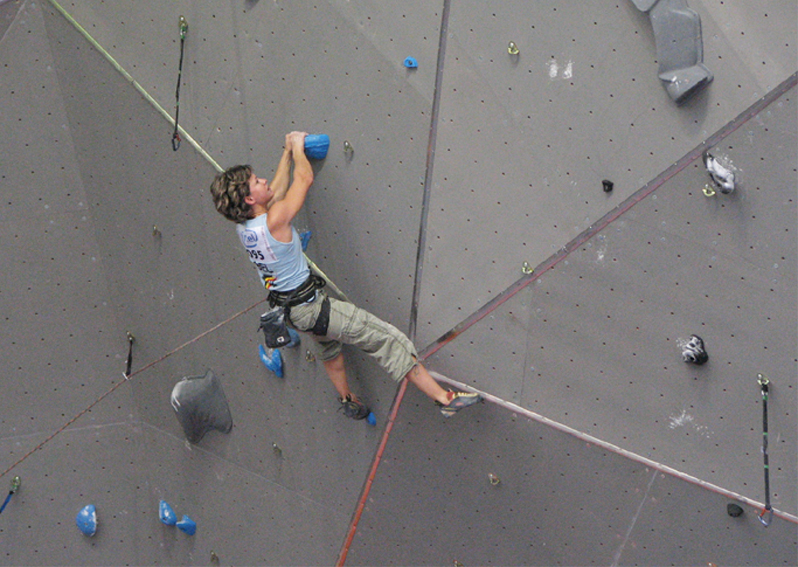
Muriel Sarkany a Puurs nella quinta prova della Coppa del mondo lead 2007

### Podi in Coppa del mondo lead
| Stagione | 1º | 2º | 3º | Podi totali |
| -------- | -- | -- | -- | ----------- |
| 1995     |    | 2  |    | 2           |
| 1996     |    | 1  |    | 1           |
| 1997     | 3  | 1  |    | 4           |
| 1998     | 1  | 2  |    | 3           |
| 1999     | 1  | 2  | 1  | 4           |
| 2000     | 1  | 1  | 2  | 4           |
| 2001     | 2  | 3  |    | 5           |
| 2002     | 4  | 2  |    | 6           |
| 2003     | 5  | 1  | 1  | 7           |
| 2004     | 3  | 2  | 1  | 6           |
| 2006     |    |    | 1  | 1           |
| 2007     |    | 2  |    | 2           |
| Totale   | 20 | 19 | 6  | 45          |

## Falesia

### Lavorato
- 8c/5.14b:
  - Ingravids Eskerps - Santa Linya - 8 marzo 2012[4]
  - Rollito Sharma Extension - Santa Linya - 4 febbraio 2012
  - Last soul sacrifice - Gorges du Loup (FRA) - 30 settembre 2011
  - Quoussaï les maux de la fin - Gorges du Loup (FRA) - 13 settembre 2011[5]
  - Hot chili X - Gorges du Loup (FRA) - 28 agosto 2011[6]
  - Drop City - Antalya (TUR) - 5 aprile 2008[7]
- 8b+/5.14a:
  - Hot Chilli Beans Volcano - Gorges du Loup (FRA) - 7 agosto 2011
  - Soul Sacrifice - Gorges du Loup (FRA) - 25 luglio 2011
  - Le mur des cyclopes - Saint-Léger-du-Ventoux (FRA) - 10 marzo 2011
  - Collection automne hiver - Saint-Léger-du-Ventoux (FRA) - 17 ottobre 2010
  - Trio Ternura - Santa Linya (ESP) - 31 maggio 2010[8]
  - Rolito Sharma - Santa Linya (ESP) - 10 dicembre 2009[9]
  - Philippe cuisinière - Rodellar (ESP) - 3 ottobre 2009
  - El chorreras - Rodellar (ESP) - 29 settembre 2009
  - Mortal combat - Castillon (FRA) - 10 dicembre 2003
  - Skyline - Bürs (AUT) - 18 luglio 2003